# Polska Cerekiew (gromada)
Polska Cerekiew – dawna gromada, czyli najmniejsza jednostka podziału terytorialnego Polskiej Rzeczypospolitej Ludowej w latach 1954–1972.
Gromady, z gromadzkimi radami narodowymi (GRN) jako organami władzy najniższego stopnia na wsi, funkcjonowały od reformy reorganizującej administrację wiejską przeprowadzonej jesienią 1954 do momentu ich zniesienia z dniem 1 stycznia 1973, tym samym wypierając organizację gminną w latach 1954–1972.
Gromadę Polska Cerekiew z siedzibą GRN w Polskiej Cerekwi utworzono – jako jedną z 8759 gromad na obszarze Polski – w powiecie kozielskim w woj. opolskim, na mocy uchwały nr VII/22/54 WRN w Opolu z dnia 4 października 1954. W skład jednostki weszły obszary dotychczasowych gromad Polska Cerekiew, Ciężkowice, Jaborowice (bez osiedla Kochaniec) i Ligota Mała (bez przysiółka Pulów) ze zniesionej gminy Polska Cerekiew w tymże powiecie. Dla gromady ustalono 27 członków gromadzkiej rady narodowej.
31 grudnia 1961 do gromady Polska Cerekiew włączono wieś Pulów ze zniesionej gromady Ostrożnica w tymże powiecie.
1 stycznia 1969 do gromady Polska Cerekiew włączono wieś Zakrzów ze zniesionej gromady Zakrzów w tymże powiecie.
Gromada przetrwała do końca 1972 roku, czyli do kolejnej reformy gminnej. 1 stycznia 1973 w powiecie kozielskim utworzono gminę Polska Cerekiew (od 1999 gmina znajduje się w powiecie kędzierzyńsko-kozielskim).